# Славяно-македонско научно и литературно дружество
Славяно-македонското научно и литературно дружество е македонистко дружество, съществувало в Санкт Петербург, Русия, от 1902 до 1917 година.
Дружеството е основано на 28 октомври 1902 година като Македонско студентско общество от 19 души – Кръсте Мисирков, Димитър Чуповски, дошлите от Белград издатели на „Балкански гласник“ Диаманди Мишайков и Стефан Дедов, д-р Гаврил Константинович, Милан Стоилов и други. Учредителите подават молба до Съвета на Санктпетербургското славянско благотворително общество да им се отпусне помещение за събиране. Александър Теодоров-Балан го нарича Македонцко научно-литературно другарство „св. Климент“. Кръсте Мисирков изнася три сказки, в които се опитва да обоснове наличието на различна народност в Македония и които са част от книгата му.
| 1.  | К. П. Мисирков               | завършил Историко-филологическия факултет на Санктпетербургския университет | Постол    |
| 2.  | Д. Д. Чуповски               | студент ІІІ курс в Санктпетербургската духовна академия                     | Папрадище |
| 3.  | Никола Хр. Христов           | студент в Императорската военномедицинска академия                          | Радовиш   |
| 4.  | Хр. Тр. Шалдев               | студент ІІ курс в Санктпетербургската духовна академия                      | Гумендже  |
| 5.  | Александър Стателов          | студент в Императорската военномедицинска академия                          | Солун     |
| 6.  | Т. Захариев                  | студент в Санктпетербургския лесотехнически институт                        | Прилеп    |
| 7.  | Р. Русуленчич                | студент в Санктпетербургския университет                                    | Воден     |
| 8.  | Иван Нощев                   | студент в Санктпетербургския лесотехнически институт                        | Воден     |
| 9.  | М. Стоилов                   | студент в Императорската военномедицинска академия                          | Кукуш     |
| 10. | Николай Христов Пипин        | възпитаник на Санктпетербургската духовна академия                          | Банско    |
| 11. | Христо Бобатанов             | студент в Санктпетербургския лесотехнически институт                        | Солун     |
| 12. | Р. Т. Петковски              | студент в Придворната капела                                                | Дебър     |
| 13. | Николай Ан. Антонович        | студент в Санктпетербургския университет                                    | Воден     |
| 14. | Ник. Ст. Ничота              | студент в Санктпетербургския университет                                    | Крушево   |
| 15. | Диамандий Тръпкович Мишайков | юрист                                                                       | Битоля    |
| 16. | Гаврил Константинович        | студент в Императорската военномедицинска академия                          | Костурско |
| 17. | Драган Константинович Кусев  | студент в Санктпетербургската духовна академия                              | Прилеп    |
| 18. | Стефан Якимов                | юрист                                                                       | Охрид     |
| 19. | Антон Симеонов Хаджиянов     | ориенталист                                                                 | Щип       |

През есента на 1902 година Мисирков нарича организацията Македонско научно-литературно дружество „Свети Климент“, а в Устава от 16 декември 1903 година името е Славяно-македонско научно-литературно дружество „Св. св. Кирил и Методий“. Към април 1903 година членовете достигат 25, но са известни имената само на подписалите молбата за регистрация на устава – Наце Димов (брат на Димитър Чуповски) механик от Папрадище, Павле Кюлафковски, техник от Папрадище, Александър Джолович, студент във Факултета по източни езици и Филип Николовски, студент в Санктперербургския университет от Битоля.
Към края на 1905 година дружеството е разпуснато, а от 1912 година се появява под ново име, но не успява да добие официално признание от съответните руски власти. Неговата дейност приключва през 1917 година с Октомврийската революция в Русия.